# Thomas Finnborg
Carl Göran Thomas Finnborg, född 3 juli 1954 i Maria församling i Helsingborg, är en svensk politiker (moderat) som var riksdagsledamot från 2010 till 2018. Han var invald i riksdagen för Skåne läns västra valkrets på plats 221.
Som nytillträdd riksdagsledamot blev Finnborg suppleant i civilutskottet.